# Samuel Hunter Christie
Samuel Hunter Christie (Londen, 22 maart 1784 – Twickenham, 2 januari 1865) was een Brits wetenschapper en wiskundige.
Als zoon van James Christie, oprichter van het veilinghuis Christie's, studeerde Samuel wiskunde aan het Trinity College in Cambridge. Hij was in het bijzonder geïnteresseerd in magnetisme, bestudeerde het aardmagnetisch veld en voerde verbeteringen door aan het kompas. Een deel van zijn magnetisch onderzoek deed hij in samenwerking met Peter Barlow. In 1826 werd hij lid van de Royal Society, en was secretaris van 1837 tot 1853.
In 1833 publiceerde hij zijn 'ruit'-methode, de voorloper van de brug van Wheatstone, in een artikel over de magnetische en elektrische eigenschappen van metalen als een manier om de elektrische weerstand van verschillende draaddoorsneden te vergelijken. Zijn methode bleef echter onopgemerkt tot 1843 toen Charles Wheatstone het in een ander wetenschappelijk artikel gebruikte voor het meten van een weerstand in elektrische schakelingen. Hoewel Wheatstone het als Christie's uitvinding presenteerde kreeg het zijn naam en niet die van Christie.
Christie onderwees wiskunde aan de Royal Military Academy in Woolwich van 1838 tot aan zijn pensionering in 1854. Hij was tweemaal getrouwd en had tien nakomelingen (vijf bij elke vrouw), waarvan acht hem overleefden. Zijn oudste zoon was de astronoom William Henry Mahoney Christie.